# الجمعية الفيدرالية
الجمعية الفيدرالية لدراسات القانون والسياسات العامة (FedSoc) هي منظمة قانونية أمريكية محافظة وتحررية تؤيد تفسيرًا نصيًا وأصليًا للدستور الأمريكي. مقرها الرئيسي في واشنطن العاصمة، ولها فروع في أكثر من 200 كلية قانونية، وتشمل أقسامًا للطلاب والمحامين وأعضاء هيئة التدريس، إذ يتألف قسم المحامين من أكثر من 70 ألف محامٍ ممارس في تسعين مدينة. ومن خلال فعالياتها المتعددة مثل المحاضرات والنشاطات الأخرى، توفر الجمعية منتدى لتبادل الأفكار بين خبراء القانون من وجهات نظر محافظة متعارضة مع أعضاء المهن القانونية، والسلطة القضائية، والأكاديمية القانونية. وتُعد الجمعية إحدى أكثر المنظمات القانونية نفوذًا في الولايات المتحدة.
تأسست «الجمعية الفيدرالية» في عام 1982 على يد مجموعة من طلاب كلية الحقوق في جامعة ييل، وكلية الحقوق في جامعة هارفارد، وكلية الحقوق في جامعة شيكاغو بهدف تحدي الفكر الليبرالي أو اليساري في الكليات القانونية والنخبوية الأمريكية. وتتمثل الأهداف المعلنة للمنظمة في «مراقبة السلطة الفيدرالية، وحماية الحرية الفردية، وتفسير الدستور وفقًا لمعناه الأصلي»، وتلعب دورًا محوريًا في الربط بين المحامين المحافظين الشبان وتوجيههم. ووفقًا لأماندا هوليس-بروسكي أصبحت «الجمعية الفيدرالية» بمثابة الحارس الفعلي للمحامين اليمينيين الذين يطمحون إلى الحصول على وظائف حكومية أو مناصب قضائية فيدرالية تحت إدارة الرؤساء الجمهوريين. ودققت الجمعية قائمة المرشحين المحتملين للرئيس دونالد ترامب للمحكمة العليا الأمريكية، وفي مارس 2020، كان 43 من بين 51 مرشحًا لمحكمة الاستئناف تابعين أو سابقين للجمعية.
في يناير 2019، كتبت صحيفة «واشنطن بوست» أن «الجمعية الفيدرالية» وصلت إلى ذروة غير مسبوقة من القوة والنفوذ. ومن بين الأعضاء التسعة الحاليين في المحكمة العليا الأمريكية، ما لا يقل عن خمسة منهم هم أعضاء حاليون أو سابقون في الجمعية: بريت كافانو، ونيل غورساتش، وكلارنس توماس، وصمويل أليتو، وآمي كوني باريت. شغل رئيس المحكمة العليا، جون روبرتس سابقًا عضوية اللجنة التوجيهية لفصل واشنطن العاصمة، لكنه ينفي كونه عضوًا. وكتبت صحيفة «بوليتيكو» أن «الجمعية الفيدرالية» أصبحت واحدة من أكثر المنظمات القانونية تأثيرًا في التاريخ، ليس فقط من ناحية تشكيل تفكير طلاب القانون، بل من خلال تغيير المجتمع الأمريكي نفسه عبر توجيه القضاء في البلاد إلى اليمين عن عمد وباجتهاد.

## التأسيس
تأسست «الجمعية الفيدرالية» في عام 1982 على يد طلاب في كلية الحقوق بجامعة ييل، وكلية الحقوق بجامعة هارفارد، وكلية الحقوق بجامعة شيكاغو، وبدأت كمجموعة طلابية تهدف إلى تحدي الفكر الليبرالي في الكليات القانونية الأمريكية. كان أول نشاط للجمعية ندوة استمرت ثلاثة أيام بعنوان «ندوة حول الفيدرالية: الآثار القانونية والسياسية» التي عُقدت في جامعة ييل في أبريل 1982. حضر الندوة 200 شخص، ونظّمها كل من ستيفن جي. كالابريسي، ولي ليبرمان أوتيس، وديفيد م. ماكينتوش، وتضمنت متحدثين مثل أنطونين سكاليا، وروبرت بورك، وثيودور أولسون.
في عام 2018، كتبت مجلة «بوليتيكو» أنه «لا يمكن اعتبارها مبالغة في القول إنها ربما كانت أكثر المؤتمرات الطلابية تأثيرًا على الإطلاق في موضوع الرؤية المستقبلية لكيفية دمج الحماس الشبابي مع القوة الفكرية لتحقيق نتائج بعيدة المدى». وتقول الجمعية إن «أساسها يقوم على مبادئ أن الدولة موجودة للحفاظ على الحرية، وأن الفصل بين السلطات الحكومية هو عنصر مركزي في دستورنا، وأن من اختصاص القضاء أن يقول ما هو القانون، وليس ما يجب أن يكون عليه».

## الخلفية
تنظر الجمعية إلى أوراق الفيديراليست رقم 78 كتعبير عن فضيلة ضبط النفس القضائي، كما كتبها ألكسندر هاميلتون: «لا يمكن أن يكون من المجدي أن نقول إن المحاكم، بحجة التعارض، قد تحل رغباتها الخاصة محل النوايا الدستورية للسلطة التشريعية... يجب على المحاكم أن تعلن عن جوهر القانون، فإذا كانوا يميلون إلى ممارسة الإرادة بدلًا من الحكم، ستكون النتيجة هي استبدال رغباتهم برغبات الهيئة التشريعية».
شعار الجمعية هو صورة ظلية للرئيس السابق ومؤلف الدستور، جيمس ماديسون، الذي شارك في كتابة الأوراق الفيدرالية. ووصف مفوض لجنة الأوراق المالية والبورصات الأمريكية، بول إس. أتكينز، أعضاء الجمعية بأنهم «ورثة إرث جيمس ماديسون» في خطاب ألقاه في يناير 2008 أمام قسم المحامين في دالاس، تكساس. يُعتبر ماديسون عمومًا الأب المؤسس للدستور وأصبح الرئيس الرابع للولايات المتحدة.
يُقال إن اسم الجمعية استند إلى الحزب الفيدرالي في القرن الثامن عشر؛ ومع ذلك، فقد ارتبط جيمس ماديسون بتوماس جيفرسون والحزب الجمهوري الديمقراطي في معارضة سياسات الحزب الفيدرالي التي استندت إلى تفسير فضفاض لبند التجارة. وتتشابه آراء الجمعية أكثر مع المعنى العام للفيدرالية (وخاصة الفيدرالية الجديدة) ومحتوى الأوراق الفيدرالية أكثر من ارتباطها بالحزب الفيدرالي في وقت لاحق.
موّل معهد الشؤون التعليمية المؤتمر الأول للجمعية في عام 1982 بتكلفة 25 ألف دولار. وجاء تمويل لاحق بقيمة 5.5 مليون دولار من مؤسسة جون إم. أولين. وشملت الجهات المانحة المبكرة مؤسسة سكاييف وعائلة كوك. من بين الجهات المانحة للجمعية الفيدرالية: جوجل، وشيفرون، وتشارلز وديفيد كوك، والمؤسسة العائلية لريتشارد ميلون سكاييف، وعائلة ميرسر. بحلول عام 2017، بلغت الإيرادات السنوية للجمعية 20 مليون دولار.
تستضيف الجمعية مؤتمرًا سنويًا للمحامين في واشنطن العاصمة. ويُعد أحد أبرز الفعاليات القانونية المحافظة في العام. وشمل المتحدثون في هذه المؤتمرات شخصيات مثل رئيسة اتحاد الحريات المدنية الأمريكي السابقة نادين ستروسن، والمديرة التنفيذية ومرشحة الرئاسة الجمهورية لعام 2016 كارلي فيورينا، والرئيس السابق لشركة BB&T جون أليسون، والمدعي العام السابق مايكل موكاسي، والسيناتور الأمريكي مايك لي، ومستشار البيت الأبيض تحت إدارة الرئيس باراك أوباما نيل إيغلستون.
مجلة «هارفارد للقانون والسياسات العامة» هي المجلة الرسمية للجمعية الفيدرالية، ويُقدّم اشتراك بها للأعضاء.
تُعد الجمعية الفيدرالية عميلًا لشركة العلاقات العامة «مفاهيم الاستجابة الإبداعية».